# Trajano (doríforo)
Trajano (em latim: Trajanus) foi um oficial bizantino do século VI, ativo no reinado do imperador Justiniano (r. 527–565).

## Vida

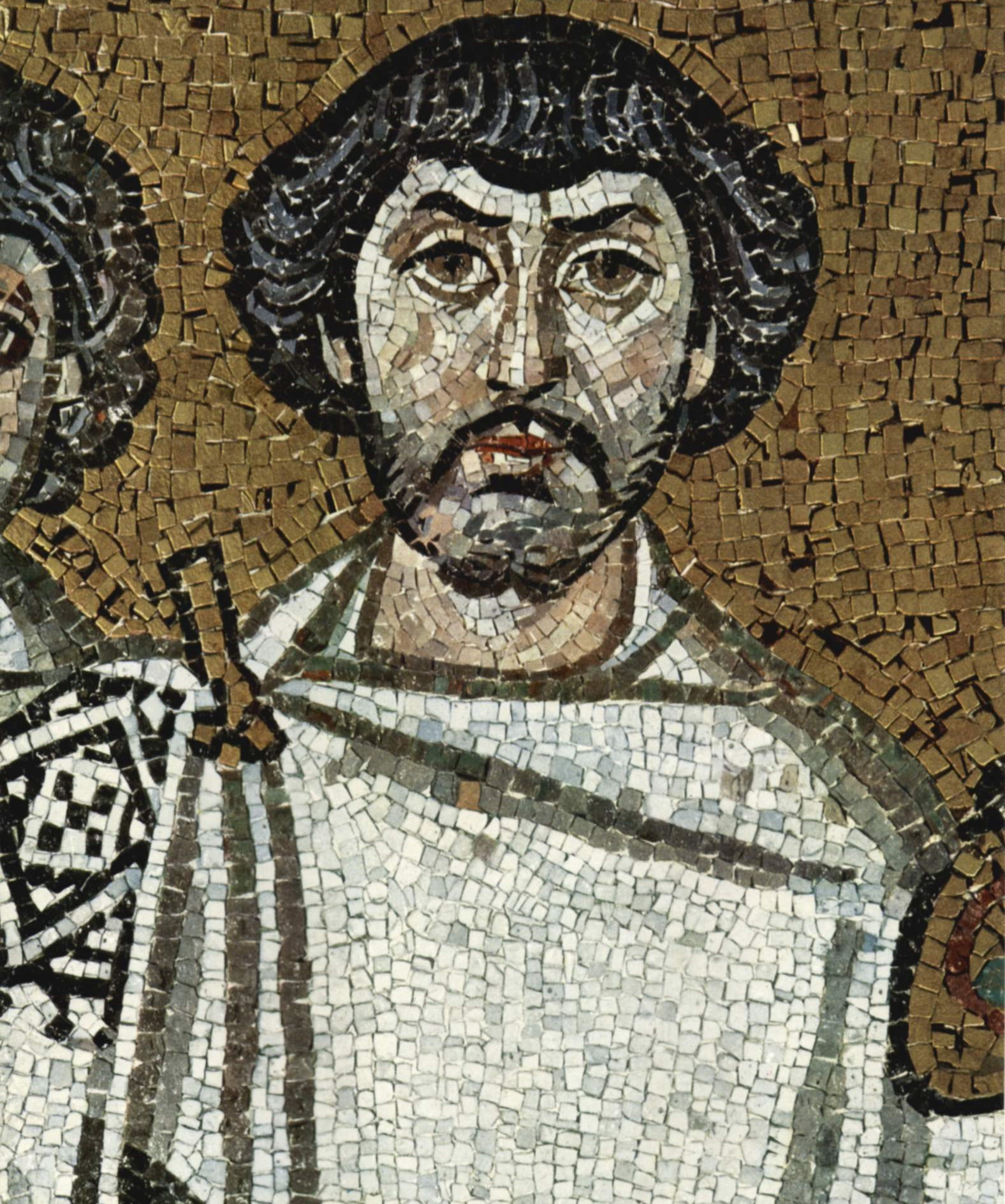
Belisário em detalhe dum mosaico da Basílica de São Vital

Um doríforo da guarda de Belisário, foi descrito por Procópio como um soldado energético, ousado e bom. Foi enviado durante o Cerco de Roma, talvez em abril de 537, com 200 upaspistas no primeiro ataque bem-sucedido de arqueiros montados contra os sitiantes godos do rei Vitige (r. 536–540). Mais adiante no cerco, ca. setembro / outubro, foi enviado com Martinho para Terracina de onde foram reconvocados para Roma em cerca de novembro / dezembro.
Em seguida, Trajano e Diógenes realizaram um ataque surpresa planejado por Belisário para distrair a atenção dos reforços godos que se aproximavam de Roma: mil arqueiros montados saíram da Porta Pinciana e levaram os godos atrás deles para uma armadilha. Durante a ação, Trajano foi ferido na cabeça por uma flecha, cuja ponta cravou em sua testa. Alegadamente, segundo Procópio, em 541/2, ela começou a emergir e ainda estava aparecendo vagarosamente quando o autor começou a escrever seu relato ca. 544.
Em 541, Trajano continuou servindo como guarda de Belisário, mas agora no fronte oriental. Nesta ocasião, recebeu, ao lado de João, o Glutão, o comando de 1 200 soldados, a maioria deles recrutado das fileiras de Belisário. Foram colocados sob comando geral do gassânida Aretas V (r. 528–569) e marcharam contra Sisaurano, na Assíria. Procópio relata que cruzaram o rio Tigre num território fértil e por muito tempo não atacado, e portanto não defendido, conseguindo assim muito butim. Aretas V, que quiçá temia perder seu butim, fez um truque para que Trajano e João retornassem para território bizantino por uma rota que evitou Belisário e levou-os para Teodosiópolis, próximo do rio Aborras.